# Fatoumata Bagayoko
Fatoumata Bagayoko (* 23. května 1988 Markala, Mali) je malijská basketbalová reprezentantka, od roku 2005 je hráčka malijského klubu Djoliba AC. Na olympijských hrách v Pekingu v roce 2008 byla členkou reprezentačního týmu.